# Kane (fribrottare)
Glenn Thomas Jacobs, född 26 april 1967 i Torrejón de Ardoz, Spanien, är en amerikansk professionell brottare. Jacobs är mer känd under sitt wrestlingnamn, Kane. Jacobs debuterade i WWF 1995 och han har vunnit i princip allt som går att vinna, WWE Championship, World Heavyweight Championship, Intercontinental Championship och WWE Tag Team Championship (9 gånger). Kane hade först några gimmicks i WWE som inte passade in, sedan kom han på rollfiguren Dr. Isaac Yankem DDS, en galen tandläkare. Kane är en av de största attraktionerna i WWE och brottas på WWE Raw. Han har huvudrollen i filmen "See No Evil" (2006).
Jacobs finisher är vanligtvis en chokeslam eller en Tombstone Piledriver "adopterad" från The Undertaker. Han är en Brawler, relativt orörlig med många långsamma men kraftfulla rörelser. Några av hans signature moves är en backbreaker, Big Boot, Falling Powerbomb, Tilt-a-Whirl Slam och Top Rope Clothesline.
Kane är fiktiv bror till den också kända wrestlaren Undertaker. Det vill säga de är bröder i wreslingens story lines  men inte på riktigt.  En tid hade de ett s.k. "team" i WWE (WWF) namngett: "Brothers of Destruction" som bestod av de två.